# Włodzimierz Kuroczyński
Włodzimierz Kuroczyński (ur. 1 września 1950 w Pabianicach) – chirurg i kardiochirurg, uczeń profesora Jana Molla specjalizujący się w kardiochirurgii dziecięcej, nauczyciel akademicki w Polsce i w Niemczech.

## Życiorys
Po ukończeniu nauki w Szkole Podstawowej nr. 14 im. Stanisława Staszica w Pabianicach, rozpoczął naukę w I Liceum Ogólnokształcącym im. Jędrzeja Śniadeckiego w Pabianicach, w którym otrzymał świadectwo dojrzałości w 1968. Ukończył studia na Wydziale Lekarskim Akademii Medycznej w Łodzi w roku 1974 uzyskując stopień lekarza medycyny.
Po odbyciu stażu w Wojewódzkim Szpitalu Zespolonym w Łasku podjął pracę w Szpitalu Klinicznym im. dr. Seweryna Sterlinga w Klinice Kardiochirurgii prof. Jana Molla Instytutu Kardiologii Akademii Medycznej w Łodzi na stanowisku asystenta, w której w roku 1983 po obronie pracy doktorskiej uzyskał stopień doktora nauk medycznych. Praca została wyróżniona nagrodą Polskiego Towarzystwa Kardiologicznego im. Elżbiety Chętkowskiej. W roku 1984 po zdaniu egzaminu na II stopień, uzyskał  tytuł specjalisty z chirurgii ogólnej.
Podczas pracy w klinice profesora Jana Molla głównie interesował się leczeniem wrodzonych wad serca. Pełnił wiodącą rolę we wprowadzeniu ciągłego, wchłanialnego szwu w zespoleniach aorty koniec-do-końca w koarktacji aorty, oraz w preferowaniu zamknięcia ubytku międzykomorowego z dostępu przez prawy przedsionek serca. W 1984 roku wykonał pierwsze w Polsce interwencyjne poszerzenie z użyciem balonu wrodzonego zastawkowego zwężenia tętnicy płucnej.
Stypendysta w Klinice Chirurgii Serca, Klatki Piersiowej i Naczyń Uniwersytetu im. Johannesa Gutenberga w Moguncji (Niemcy) w latach 1989/90, gdzie od drugiej połowy roku 1990 podjął pracę jako chirurg u profesora Hellmuta Oelerta. W roku 1996 uzyskał specjalizację w zakresie kardiochirurgii w Klinice Chirurgii Serca, Klatki Piersiowej i Naczyń.
W roku 2003 obronił pracę habilitacyjną w Klinice Chirurgii Serca, Klatki Piersiowej i Naczyń Uniwersytetu im. Johannesa Gutenberga w Moguncji i otrzymał stopień doktora habilitowanego nauk medycznych (Privatdozent). Od 2005 roku prowadził oddział kardiochirurgii dziecięcej w Klinice Chirurgii Serca, Klatki Piersiowej i Naczyń i propagował zewnątrzsercowe połączenie żyły głównej dolnej z tętnicą płucną w operacjach Fontan’a. W leczeniu operacyjnym przełożenia wielkich naczyń wprowadził w Moguncji technikę bezpośredniej rekonstrukcji pnia tętnicy płucnej (bez użycia łaty z osierdzia).
Do jego szczególnych zainteresowań badawczych należały wady wrodzone serca i naczyń u dzieci i dorosłych, tętniaki aorty piersiowej, leczenie i prowadzenie pooperacyjne. Autor kilkudziesięciu artykułów w fachowej prasie krajowej i zagranicznej, które były cytowane kilkaset razy, oraz promotor 6 rozpraw doktorskich.
W roku 2015 przeszedł na emeryturę. Od 2016 do 2018 roku podjął pracę dydaktyczno-naukową jako profesor nadzwyczajny w Akademii Wychowania Fizycznego w Poznaniu w Zakładzie Rehabilitacji Zamiejscowego Wydziału Kultury Fizycznej w Gorzowie Wielkopolskim.

## Rodzina
Ojciec Aleksander Kuroczyński (1916–1990). Matka Sabina, zd. Sowiak (1920–1994). Posiada starszą siostrę Tamarę (ur. 1949). Od roku 1973 żonaty z Marią Mileną (ur. 1950), córką Jadwigi i Eugeniusza Budlewskich. Ojciec córki Pauliny (ur. 1976) i syna Piotra (ur. 1979).